# Innere Stadt (Graz)

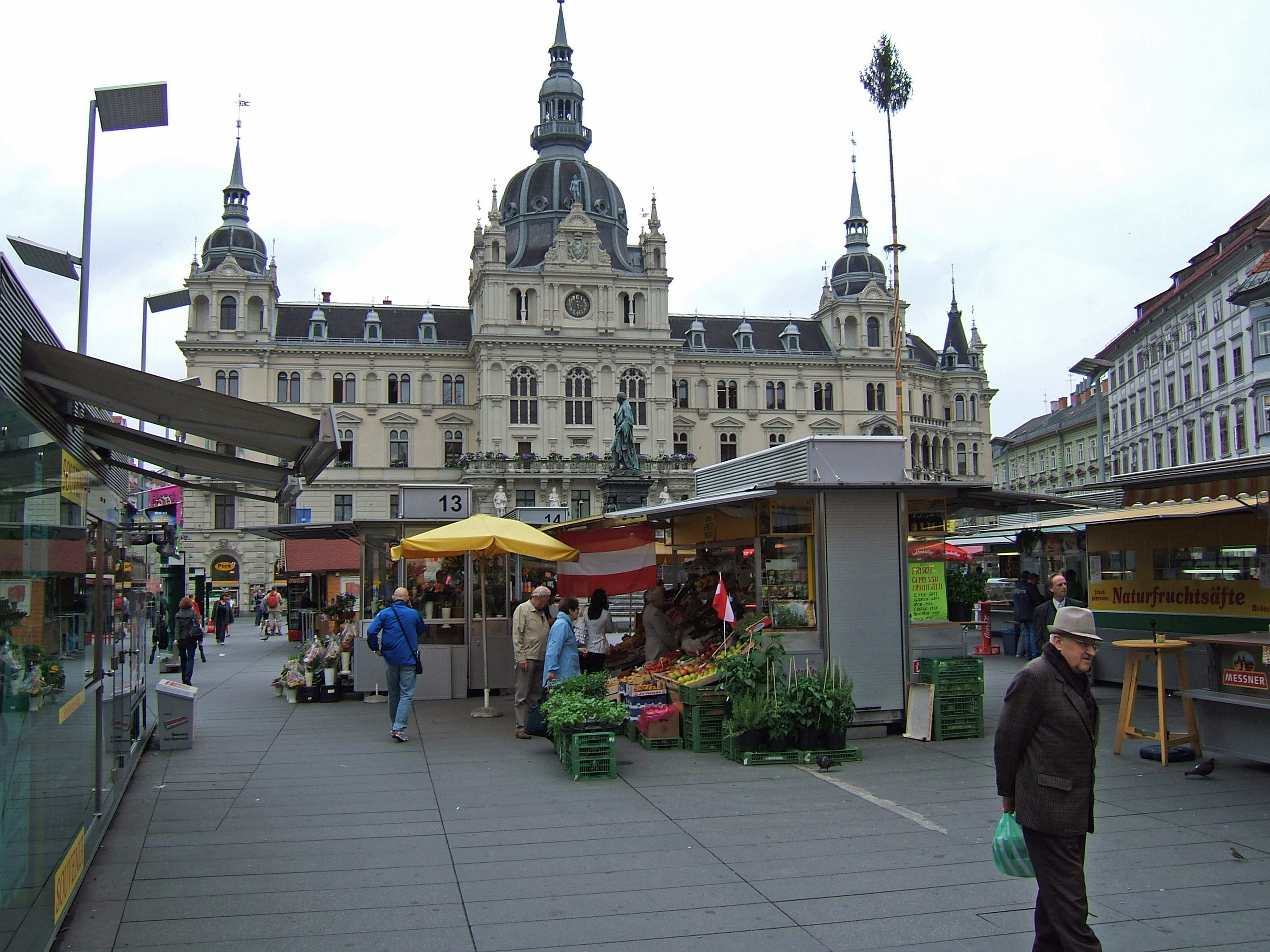
Hauptplatz e Rathaus

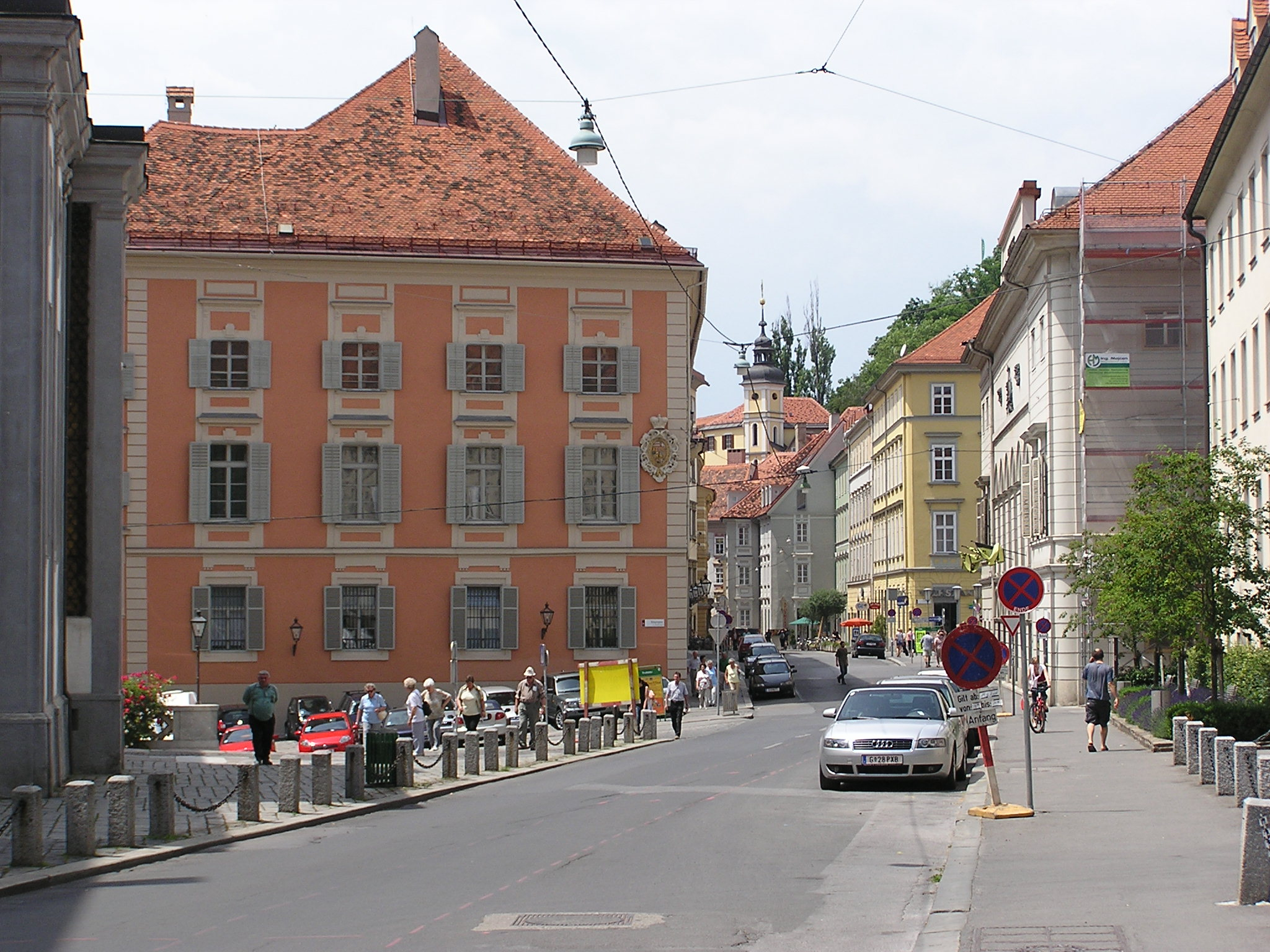
Alte Universität ed Hofgasse

Innere Stadt è il primo distretto della città di Graz; è la parte della città vecchia (in tedesco: Altstadt), contenente il Castello di Graz ed il parco cittadino (Stadtpark). I confini del distretto sono costituiti dal fiume Mura fra Radetzkybrücke e Keplerbrücke, Wickenburggasse, Glacis, Jakominiplatz e Radetzkystraße.
Nel 1999 la città vecchia è stata nominata dall'UNESCO Patrimonio dell'umanità.